# John Arthur Todd
John Arthur Todd, född den 23 augusti 1908 i Liverpool, död den 22 december 1994 i Croydon, var en brittisk matematiker. Han studerade först vid Trinity College, University of Cambridge, under Henry Frederick Baker och flyttade därefter till University of Manchester där han erhöll doktorsgraden 1932. Efter en tid vid Princeton University återvände han till Cambridge där han verkade fram till sin pensionering 1973. Han ägnade sig främst åt gruppteori, topologi och algebraisk geometri.
Todd tilldelades Smith's Prize 1930 och valdes till Fellow of the Royal Society 1948.
Bland Todds doktorander märks Roger Penrose, Geoffrey Colin Shephard och Christine Hamill.